# Uxbridge, Massachusetts
Uxbridge är en kommun (town) i Worcester County i delstaten Massachusetts i USA. Den hade 14 162 invånare, på en yta av 78,38 km² (2020). De första bosättningarna på denna plats skedde 1662.
Staden är känd för att producera militära uniformer.